# Konfederacja grodzieńska (1793)

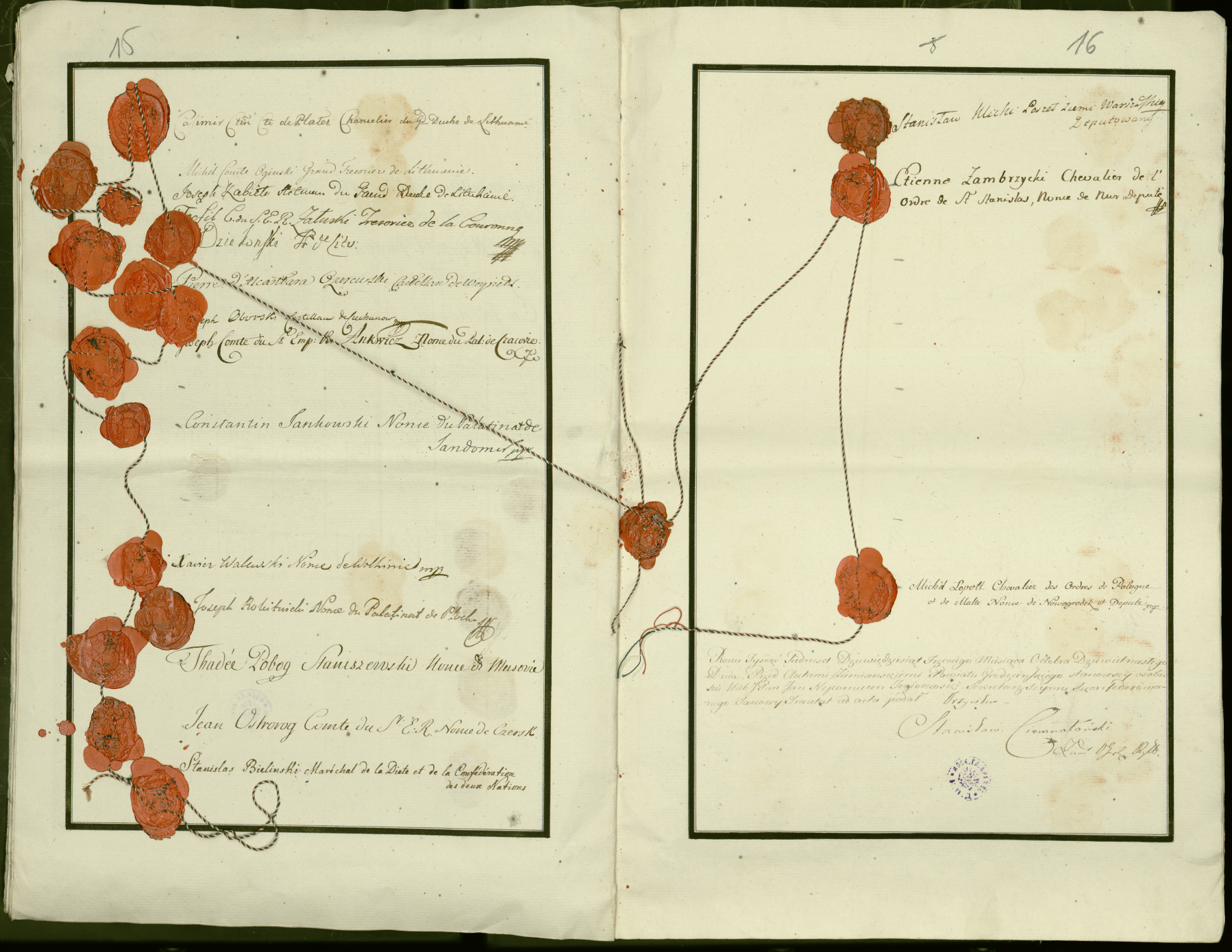
Traktat Rzeczypospolitej z Królestwem Prus z 25 września 1793, sankcjonujący II rozbiór Polski

Konfederacja grodzieńska – konfederacja koronna zawiązana w Grodnie 15 września 1793 przy majestacie króla Stanisława Augusta Poniatowskiego z inicjatywy posła rosyjskiego Jakoba Sieversa.
Zawiązana w celu sprawnego przeprowadzenia na sejmie grodzieńskim traktatów II rozbioru Polski przez Imperium Rosyjskie i Królestwo Prus. Likwidowała konfederację targowicką, która zakładała niepodzielność ziem Rzeczypospolitej. Konfederacja grodzieńska dążyła do przywrócenia stanu prawnego sprzed 1788. 